# Spinus atriceps
Spinus atriceps е вид птица от семейство Чинкови (Fringillidae).

## Разпространение
Видът е разпространен в Гватемала и Мексико.